# Chặng đua MotoGP Valencia 2021
Chặng đua MotoGP Valencia 2021 (tên chính thức Gran Premio Motul de la Comunitat Valenciana 2021) là chặng đua thứ 18, cũng là chặng đua cuối cùng của Giải đua xe MotoGP 2021. Chặng đua được tổ chức ở trường đua Ricardo Tormo, Tây Ban Nha từ ngày 12  tháng 11 đến ngày 14  tháng 11 năm 2021. Người chiến thắng là tay đua Francesco Bagnaia của đội đua Ducati.
Đây cũng là chặng đua cuối cùng trong sự nghiệp của Valentino Rossi.

## Diễn biến chính
Francesco Bagnaia xuất phát từ vị trí thứ 2 nhưng để tụt xuống vị trí thứ 4. Sau đó anh lần lượt vượt qua Jack Miller, Joan Mir và Jorge Martin để giành chiến thắng chặng đua cuối cùng của mùa giải.
Ở phía sau, Valentino Rossi đua chặng đua cuối cùng trong sự nghiệp. Anh chạy ổn định và về đích ở vị trí thứ 10.

## Kết quả
| Stt                | Số xe | Tay đua           | Xe      | Lap | Thời gian       | Xuất phát | Điểm |
| ------------------ | ----- | ----------------- | ------- | --- | --------------- | --------- | ---- |
| 1                  | 63    | Francesco Bagnaia | Ducati  | 27  | 41:15.481       | 2         | 25   |
| 2                  | 89    | Jorge Martín      | Ducati  | 27  | +0.489          | 1         | 20   |
| 3                  | 43    | Jack Miller       | Ducati  | 27  | +0.823          | 3         | 16   |
| 4                  | 36    | Joan Mir          | Suzuki  | 27  | +5.214          | 4         | 13   |
| 5                  | 20    | Fabio Quartararo  | Yamaha  | 27  | +5.439          | 8         | 11   |
| 6                  | 5     | Johann Zarco      | Ducati  | 27  | +6.993          | 5         | 10   |
| 7                  | 33    | Brad Binder       | KTM     | 27  | +8.437          | 7         | 9    |
| 8                  | 23    | Enea Bastianini   | Ducati  | 27  | +10.933         | 18        | 8    |
| 9                  | 41    | Aleix Espargaró   | Aprilia | 27  | +12.651         | 12        | 7    |
| 10                 | 46    | Valentino Rossi   | Yamaha  | 27  | +13.468         | 10        | 6    |
| 11                 | 21    | Franco Morbidelli | Yamaha  | 27  | +14.085         | 11        | 5    |
| 12                 | 4     | Andrea Dovizioso  | Yamaha  | 27  | +16.534         | 13        | 4    |
| 13                 | 73    | Álex Márquez      | Honda   | 27  | +17.059         | 19        | 3    |
| 14                 | 88    | Miguel Oliveira   | KTM     | 27  | +18.221         | 20        | 2    |
| 15                 | 27    | Iker Lecuona      | KTM     | 27  | +19.233         | 15        | 1    |
| 16                 | 12    | Maverick Viñales  | Aprilia | 27  | +19.815         | 14        |      |
| 17                 | 10    | Luca Marini       | Ducati  | 27  | +28.860         | 17        |      |
| 18                 | 9     | Danilo Petrucci   | KTM     | 27  | +32.169         | 16        |      |
| Ret                | 42    | Álex Rins         | Suzuki  | 10  | Ngã xe          | 6         |      |
| Ret                | 30    | Takaaki Nakagami  | Honda   | 4   | Ngã xe          | 9         |      |
| DNS                | 44    | Pol Espargaró     | Honda   |     | Không đua chính |           |      |
| Báo cáo chính thức |       |                   |         |     |                 |           |      |

Nguồn: Trang chủ MotoGP

## Bảng xếp hạng sau chặng đua
Bảng xếp hạng top 5 tay đua, xưởng đua và đội đua:
|  | Stt | Tay đua           | Điểm |
|  | --- | ----------------- | ---- |
|  | 1   | Fabio Quartararo  | 278  |
|  | 2   | Francesco Bagnaia | 252  |
|  | 3   | Joan Mir          | 208  |
|  | 4   | Jack Miller       | 181  |
|  | 5   | Johann Zarco      | 173  |

|  | Stt | Xưởng đua | Điểm |
|  | --- | --------- | ---- |
|  | 1   | Ducati    | 357  |
|  | 2   | Yamaha    | 309  |
|  | 3   | Suzuki    | 240  |
|  | 4   | Honda     | 214  |
|  | 5   | KTM       | 205  |

|  | Stt | Đội đua                      | Điểm |
|  | --- | ---------------------------- | ---- |
|  | 1   | Ducati Lenovo Team           | 433  |
|  | 2   | Monster Energy Yamaha MotoGP | 380  |
|  | 3   | Team Suzuki Ecstar           | 307  |
|  | 4   | Pramac Racing                | 288  |
|  | 5   | Repsol Honda Team            | 250  |